# Zouk

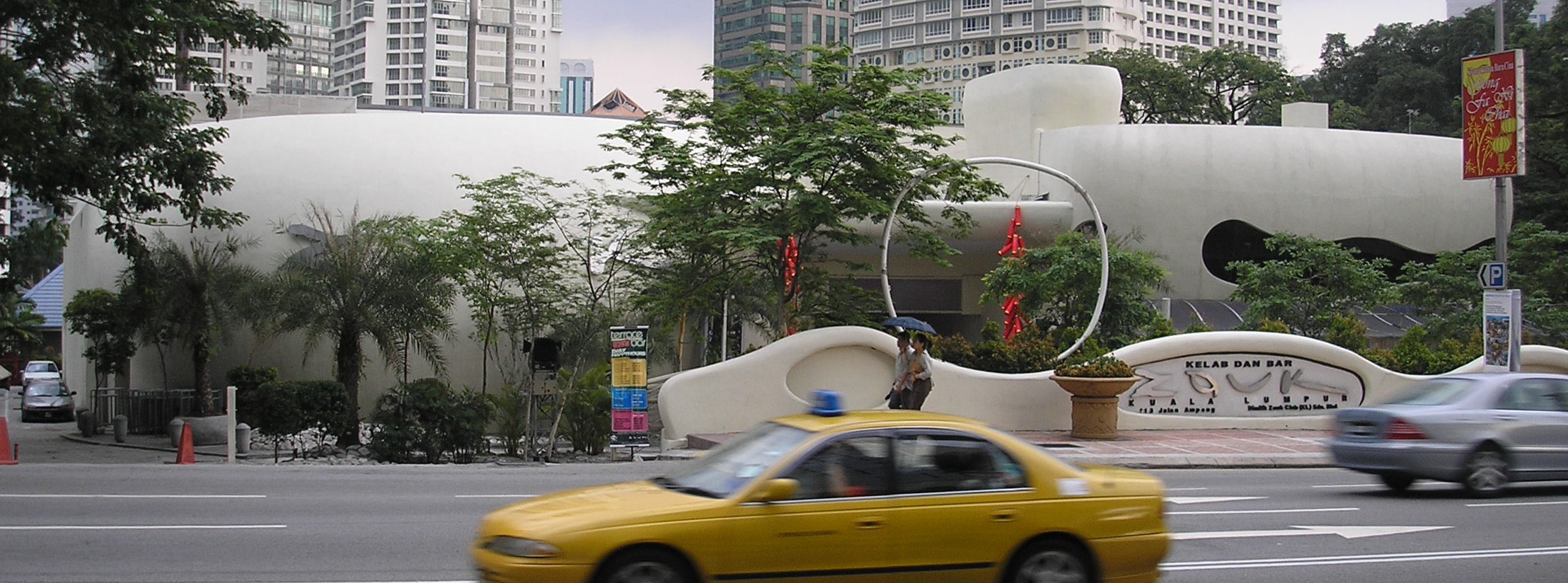
馬來西亞分店外貌

Zouk是新加坡及馬來西亞極具名氣的的士高夜總會，字面解釋為「派對」，是法文歸融語。總店於1991年在新加坡開業，1996至2007年間屢獲新加坡旅遊局頒發「最佳夜店體驗」（Best Nightspot Experience）獎狀，亦於2006、2007及2010年被DJ雜誌評為全球夜店100強的頭10名。馬來西亞分店於2004年在吉隆坡開業。

## ZoukOut
ZoukOut是Zouk自2000年開始舉辦，一年一度的音樂派對。其規模冠絕亞洲，曾在2008年錄得26,000的參與人數。其10周年記念派對在聖淘沙西樂索海灘舉行，由晚上8時一直狂歡到第二日早上8時，表演DJ包括大衞·庫塔、提雅斯多、爵士傑夫等。

## 外部連結
- Zouk (Singapore) （页面存档备份，存于）
- Zouk (Kuala Lumpur)
- WhosGoing: Singapore Clubs + Bars
- YourSingapore - ZoukOut
- Past events at Zouk - Eventfinda （页面存档备份，存于）

1°17′29″N 103°50′07″E / 1.29139°N 103.83528°E